# Севак Амројан
Севак Амројан (јерм. Սևակ Ամրոյան; Јереван, 10. јула 1990) јерменски је пјевач, најпознатији као побједник музичког такмичења телевизије Шант „Народни пјевач”. Амројан је до сада издао два музичка албума, El Yetdardz Chka 2016. и Yarkhushta 2020. године.

## Биографија

### Дјетињство
Севак Амројан је рођен у главном граду Јерменије, у Јеревану, али је одрастао у селу Прошјан у покрајини Котајк, гдје се школовао.

### Каријера
Амројан је постао познат 2007. године, након побједе у првој сезони музичког такмичења „Народни пјевач” (Joghovrdakan ergich) јерменске телевизије Шант. Сингл Adana снимио је 2015. са Мером Месропјаном, поводом стоте годишњице геноцида над Јерменима, са музичким спотом снимљеним у Спомен-комплексу геноцида над Јерменима у Јеревану. Свој дебитантски албум El Yetdardz Chka издао је 2016. године. Једна од пјесама са албума, Im annman yar коју изводи заједно са Нуном Јесајан, награђена је наградом ТВ Јерменије за пјесму године 2017. Изабран је за једно од четири судије на музичком такмичењу телевизије Шант „Национални пјевач” (Azgayin ergich) 2019. године.
Други музички албум Yarkhushta, издао је у августу 2020. године. Албум је добио назив по јерменском народном и ратничком плесу јаркушта. За вријеме другог рата у Нагорно-Карабаху, представљен је добротворно сингл Mez vochinch chi haghti (Ништа нас неће побиједити), у којем су поред Амројана извођачи Артур Хаченц, Ивета Мукучјан, Гор Суџјан, Србук, Севак Ханагјан и Сона Рубењан, док је продуцент био ДерХова. Након завршетка рата, представљен је на нумери Heros zinvor посвећеној јерменским војницима, заједно са Михраном Царукјаном, Хајком и Ериком Карапетјаном.

### Музички стил
Познат је по својим народним пјесмама, као и родољубивим пјесмама о Јерменији и јерменској војсци. Говорећи у једном интервјуу о пјевању у жанру забавне музике, Амројан је рекао: „Не, не размишљам о томе. Можда ће бити сарадње, али то је све. Наравно, народна музика није толико популарна у Јерменији као забавна, али се надам да ће се ситуација поправити. Треба се потрудити да народна музика буде приоритет”.

### Лични живот
Севак Амројан се оженио 8. децембра 2021. године.